# Woolwich
Woolwich (pronunțat /'wʊlɪtʃ/ sau /'wʊlɪdʒ/) este un oraș din cadrul regiunii Londra Mare, Anglia, situat în vestul aglomerației londoneze. Woolwich aparține din punct de vedere administrativ de burgul londonez Greenwich. 

## Vedea asemenea
- Atacul din Woolwich din 2013